# Anomala jokoana
Anomala jokoana är en skalbaggsart som beskrevs av Machatschke 1972. Anomala jokoana ingår i släktet Anomala och familjen Rutelidae. Inga underarter finns listade i Catalogue of Life.